# Il diavolo a Berlino
Il diavolo a Berlino - Notizie sulla vita di un uomo ben noto (Nachricht aus dem Leben eines bekannten Mannes) è un racconto breve di Ernst Theodor Amadeus Hoffmann facente parte della raccolta I confratelli di Serapione.

## Trama
Nel 1551 uno straniero arriva a Berlino attirando l'attenzione dei cittadini per i suoi modi cortesi e per la sua liberalità. Di alta statura e zoppo da una gamba, lo straniero non manca di atteggiamenti strani, come spaventare la gente di notte o spiccare balzi prodigiosi se solo qualcuno gli porge la mano. La sua vera identità verrà scoperta quando la vecchia levatrice Barbara Roloffin, colpevole d'aver sostituito il neonato della signora Lūtkens con una creatura mostruosa, verrà messa al rogo come strega.

## Edizioni italiane
- E.T.A. Hoffmann, I Fedeli di San Serapione, introduzione di Bonaventura Tecchi, traduzione di Rosina Spaini, Gherardo Casini Editore, Roma, 1957.
- E.T.A. Hoffmann, Romanzi e racconti, volume II (I Confratelli di San Serapione), introduzione e nota bio-bibliografica di Claudio Magris, traduzioni di Carlo Pinelli, Alberto Spaini, Giorgio Vigolo, Einaudi, Torino, 1969.